# Forsyth-Edwards-Notation
Die Forsyth-Edwards-Notation (FEN oder in der erweiterten Form X-FEN) ist eine Kurznotation, mit der jede beliebige Brettstellung im Schach niedergeschrieben werden kann. Sie gibt neben der Figurenstellung auch weitere Informationen an, etwa das Zugrecht und die Rochaderechte.
FEN basiert auf einem System, das der schottische Zeitungsjournalist David Forsyth entwickelt hat. Dieses System wurde im 19. Jahrhundert populär. Es wurde durch Steven J. Edwards erweitert, um dadurch auch die Nutzung durch Computer zu unterstützen. FEN ist integraler Bestandteil der Portable Game Notation, in der es für die Eingabe von Startaufstellungen eingesetzt wird, die von der Partieanfangsstellung abweichen.

## Aufbau
Eine FEN ist in sechs Gruppen aufgeteilt, die durch Leerzeichen voneinander getrennt sind. Die Gruppen zeigen jeweils:
1. Figurenstellung
2. Zugrecht
3. Rochaderechte
4. Möglicher En-passant-Schlag
5. Gespielte Halbzüge seit dem letzten Bauernzug oder dem Schlagen einer Figur
6. Nummer des nächsten Zuges

|   | a | b | c | d | e | f | g | h |   |
| 8 |   |   |   |   |   |   |   |   | 8 |
| 7 |   |   |   |   |   |   |   |   | 7 |
| 6 |   |   |   |   |   |   |   |   | 6 |
| 5 |   |   |   |   |   |   |   |   | 5 |
| 4 |   |   |   |   |   |   |   |   | 4 |
| 3 |   |   |   |   |   |   |   |   | 3 |
| 2 |   |   |   |   |   |   |   |   | 2 |
| 1 |   |   |   |   |   |   |   |   | 1 |
|   | a | b | c | d | e | f | g | h |   |

Diagramm 1: Die Startposition einer Schachpartie
Zum Beispiel wird die Startposition einer Schachpartie in FEN (siehe Diagramm 1) so angegeben:
```
rnbqkbnr/pppppppp/8/8/8/8/PPPPPPPP/RNBQKBNR w KQkq - 0 1
```

### Figurenstellung
Die erste Gruppe beschreibt die Positionen der Figuren auf dem Brett. Dies geschieht reihenweise von oben links (Feld a8) bis unten rechts (Feld h1). Jede Reihe wird durch einen Schrägstrich von der nächsten getrennt. Jede Reihe besteht aus Buchstaben für die Figuren und Zahlen für die Anzahl der Leerfelder, die die Aufstellung in dieser Zeile von links (a-Linie) nach rechts angeben. Mehrere aufeinanderfolgende leere Felder in derselben Zeile müssen durch eine einzige Zahl (1 bis 8) angegeben werden. Ein Großbuchstabe bezeichnet eine weiße und ein Kleinbuchstabe eine schwarze Figur, wobei die Abkürzungen der englischen Bezeichnungen verwendet werden („r“ = Rook (Turm), „n“ = Knight (Springer), „b“ = Bishop (Läufer), „q“ = Queen (Dame), „k“ = King (König), „p“ = Pawn (Bauer)). Die Summe der Figuren und Leerfelder in jeder Reihe muss immer gleich der Zahl der Linien sein, also 8 bei einem Standard-Schachbrett.
|   | a | b | c | d | e | f | g | h |   |
| 8 |   |   |   |   |   |   |   |   | 8 |
| 7 |   |   |   |   |   |   |   |   | 7 |
| 6 |   |   |   |   |   |   |   |   | 6 |
| 5 |   |   |   |   |   |   |   |   | 5 |
| 4 |   |   |   |   |   |   |   |   | 4 |
| 3 |   |   |   |   |   |   |   |   | 3 |
| 2 |   |   |   |   |   |   |   |   | 2 |
| 1 |   |   |   |   |   |   |   |   | 1 |
|   | a | b | c | d | e | f | g | h |   |

Diagramm 2: Ein weißer König auf e4, ein schwarzer König auf c5
Zum Beispiel ergibt ein weißer König auf e4 und ein schwarzer König auf c5 folgende erste Gruppe (siehe Diagramm 2):
```
8/8/8/2k5/4K3/8/8/8
```

### Spieler am Zug
Die zweite Gruppe gibt den Spieler an, der in dieser Stellung am Zug ist. Mögliche Zeichen sind w für Weiß (engl.:  white) und b für Schwarz (engl.:  black).

### Rochade
Die dritte Gruppe gibt die noch bestehenden Rochaderechte an. Hier bedeutet
- K: Weiß kann kurz rochieren (engl.: to castle kingside)
- Q: Weiß kann lang rochieren (engl.: to castle queenside)
- k: Schwarz kann kurz rochieren
- q: Schwarz kann lang rochieren
- -: es ist keine Rochade mehr möglich

Dabei ist die Reihenfolge KQkq einzuhalten. Die Buchstaben, die nicht mehr möglichen Rochaden entsprechen, werden ausgelassen, und der Strich „-“ wird dann und nur dann geschrieben, wenn keine der vier Rochaden mehr möglich ist.

### En passant
Die vierte Gruppe gibt einen möglichen en-passant-Schlag an. Sofern im letzten Zug ein Bauer zwei Felder vorgerückt ist, wird das übersprungene Feld angegeben, unabhängig davon, ob ein en-passant-Schlag auf dieses Feld tatsächlich möglich ist oder nicht. Sonst wird „-“ angegeben.
Beispiel: Nach Bauer f2–f4 wird in der FEN in der 4. Gruppe „f3“ angegeben.

### Halbzüge
In der fünften Gruppe wird die Anzahl der Halbzüge seit dem letzten Bauernzug oder Schlagen einer Figur angegeben. Dieser Wert dient zur Überwachung der 50-Züge-Remisregel. Mögliche Werte sind eine Null oder eine positive ganze Zahl.

### Zugnummer
In der sechsten Gruppe wird die Nummer des nächsten Zuges angegeben. In der Ausgangsstellung ist der Wert 1. Nach jedem Zug von Schwarz wird er um 1 erhöht. Damit können die Folgezüge in der Notation richtig nummeriert werden.

## X-FEN (erweiterte FEN)
Zur Darstellung aller denkbaren Stellungen im Capablanca-Random-Chess (10×8 -Brett) (CRC) reicht die klassische FEN nicht aus. Deshalb ist hierzu eine Erweiterung der herkömmlichen FEN entwickelt worden. Das bedeutet: Alle Stellungen, die bislang bereits mittels FEN kodierbar sind, werden in der erweiterten FEN identisch kodiert. Die von Reinhard Scharnagl 2003 eingeführte X-FEN (vormals FRC-FEN genannt) leistet dies.
Partien werden im PGN-Format (Portable Game Notation) dargestellt. Mit Ausnahme herkömmlicher Schachpartien müssen bei einer Speicherung von Schach960- oder CRC-Partien auch die jeweiligen Startstellungen mit aufgenommen werden. Das geschieht definitionsgemäß bei traditionellen Schachpartien mittels eines SetUp-Tags und eines FEN-Strings, bei Schach960- und CRC-Partien somit in kompatibler Weise über einen X-FEN-String.

### Definition
Grundlage der X-FEN ist die herkömmliche FEN. Sie unterscheidet sich nur in der Art, wie Rochade-Tags und das en-passant-Tag verwendet werden. Außerdem unterstützt sie 10×8 Stellungen, die José Raúl Capablancas erweiterten Figurensatz (zusätzliche Figuren Kanzler und Erzbischof) verwenden.

#### En-passant-Kodierung
Zur Verbesserung der Eindeutigkeit wird das en-passant-Feld dann und nur dann angegeben, wenn ein Bauer, der unmittelbar zuvor einen Doppelschritt ausgeführt hat, neben einem gegnerischen Bauern steht, so dass auch tatsächlich ein pseudolegaler en-passant-Schlag möglich ist. Dabei wird nicht geprüft, ob der Schlag auch legal ist, d. h. nach Ausführung des Schlags der König der schlagenden Partei nicht bedroht wäre.

#### Rochaderechte-Kodierung
Es werden die aus der FEN bekannten Rochadetags „KQkq“ verwendet. Wie üblich bedeuten kleine Buchstaben schwarze Rochaderechte und große Buchstaben weiße Rochaderechte. K/k bezeichnen das Recht zur g-Rochade (bzw. i-Rochade auf einem 10×8 Brett), Q/q jenes zur c-Rochade.
Für den Fall, dass in der beschriebenen Stellung beide Türme der betreffenden Partei auf der gleichen Seite des Königs und auf der Grundreihe stehen, gilt ein mit K/Q/k/q angegebenes Rochaderecht für den weiter außen, d. h. weiter vom König entfernt stehenden Turm. Sollte jedoch der innere Turm das Rochaderecht besitzen, dann (und nur dann) wird statt einem K/k oder Q/q der Spaltenbuchstabe des betreffenden Turms angegeben, bei Weiß wieder als Groß- und bei Schwarz als Kleinbuchstabe. Dieser Fall kann sich aus der normalen Grundstellung (Türme auf der a- und h-Linie) niemals ergeben, so dass dann die Angabe stets mit K/Q/k/q erfolgt, wodurch X-FEN abwärtskompatibel zur bisherigen FEN ist.

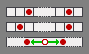
Rochadetypen

Gewöhnlich ist das Rochadeziel des Königs entweder zwei Felder vom linken (weißen) Rand, oder ein Feld vom rechten Rand entfernt. Es gibt jedoch auch Varianten mit symmetrisch verteilten Zielfeldern (z. B. Janusschach), beide je ein Feld vom Rand entfernt. Dann wird dem Rochadeblock ein „s“ vorangestellt. Ein anderes Präfix „m“ bedeutet: moderne Rochade (z. B. Embassy Chess oder Chess480). Hierbei zieht der König eine normale Rochadedistanz (8×8: 2 Schritte, 10×8: 3 Schritte) zur Seite, maximal jedoch bis unmittelbar vor den Rand.

#### 10×8-Schach
Zehn aufeinander folgende freie Felder in einer Reihe werden mit „10“ kodiert, neun mit „9“. Der Erzbischof (Springer + Läufer) erhält den Buchstaben „A“ (engl. Archbishop), ein Kanzler (Springer + Turm) bekommt „C“ (engl. Chancellor). Schwarze Figuren werden hierbei in gewohnter Weise mit Kleinbuchstaben symbolisiert. 10×8-Beispiel: Capablanca-Random-Chess.

### Filterung von Partien
Sollte man nur klassische Schachpartien aus einer PGN-Datei berücksichtigen wollen (ein mit dem Shuffle Chess bereits vorhandenes Problem), so ist lediglich darauf zu achten, nur PGN-Einträge ohne vorhandenen FEN-Tag auszuwählen.

### Beispiel
Beispiel für X-FEN Bedarf im Schach960. Rochaderecht innerer Turm.
PGN:
```

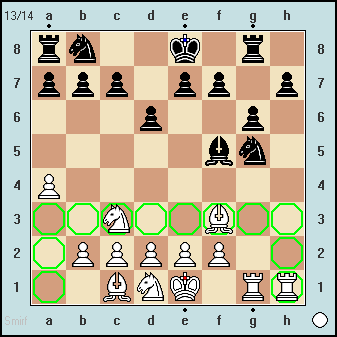
Stellung vor 11. 0–0

[Event "SmirfGUI Computerchess Game"]
[Site "CHESSBOX"]
[Date "2005.06.19"]
[Time "10:22:29"]
[Round "Test"]
[White "White"]
[Black "Black"]
[Result "*"]
[Annotator "R. Scharnagl"]
[SetUp "1"]
[FEN "rnbnkqrb/pppppppp/8/8/8/8/PPPPPPPP/RNBNKQRB w KQkq - 0 1"]
1. h4 g6 2. g3 Bf6 3. a4 Qh6 4. Ra3 Bxh4
5. gxh4 Qxh4 6. Qh3 Qxh3 7. Rxh3 Ne6 8. Bf3 d6
9. Nbc3 Ng5 10. Rhh1 Bf5 11. 0–0 *
```

Nach 10 Zügen, vor 11. 0–0, besteht das Rochaderecht für Weiß mit dem inneren Turm auf g1, also muss es mit einem G statt K angegeben werden:
X-FEN:
```
rn2k1r1/ppp1pp1p/3p2p1/5bn1/P7/2N2B2/1PPPPP2/2BNK1RR w Gkq - 4 11
```

## Shredder-FEN
Während X-FEN den Spagat zwischen FEN-Abwärtskompatibilität und Flexibilität für moderne Schachvarianten bewältigt, und dies mit einer relativ hohen Komplexität erkauft, wurde für die Chess960-Fähigkeit von Schachprogrammen eine weitere „kleine“ Lösung namens Shredder-FEN entwickelt.

### Format
Die Shredder-FEN bricht mit der 100%igen Abwärtskompatibilität zu FEN und kodiert in den Rochaderechten einfach die Ausgangslinien der Türme, d. h. beispielsweise HAha statt KQkq, wenn die Türme ursprünglich auf der A- und H-Linie stehen.

### Verbreitung
Die beiden Führer auf dem Markt der Schachprogramme, ChessBase/Fritz und Shredder, können in ihren aktuellen Versionen nur mit Shredder-FEN umgehen. Andere Schach-Engine-GUIs (z. B. Arena) verstehen beide Formate.